# Breitibach
Der Breitibach (im Oberlauf auch Schlossbach genannt) ist ein 4,2 Kilometer langer linker Zufluss der Glatt in der Gemeinde Dübendorf im Schweizer Kanton Zürich. Er entwässert mit Ausnahme des Einzugsgebiets des Sagentobelbachs den gesamten Nordhang des Adlisbergs, ein Gebiet von rund 4,3 Quadratkilometern. Sein Einzugsgebiet hat eine Fliesslänge von 14,3 Kilometern.

## Geographie

### Verlauf

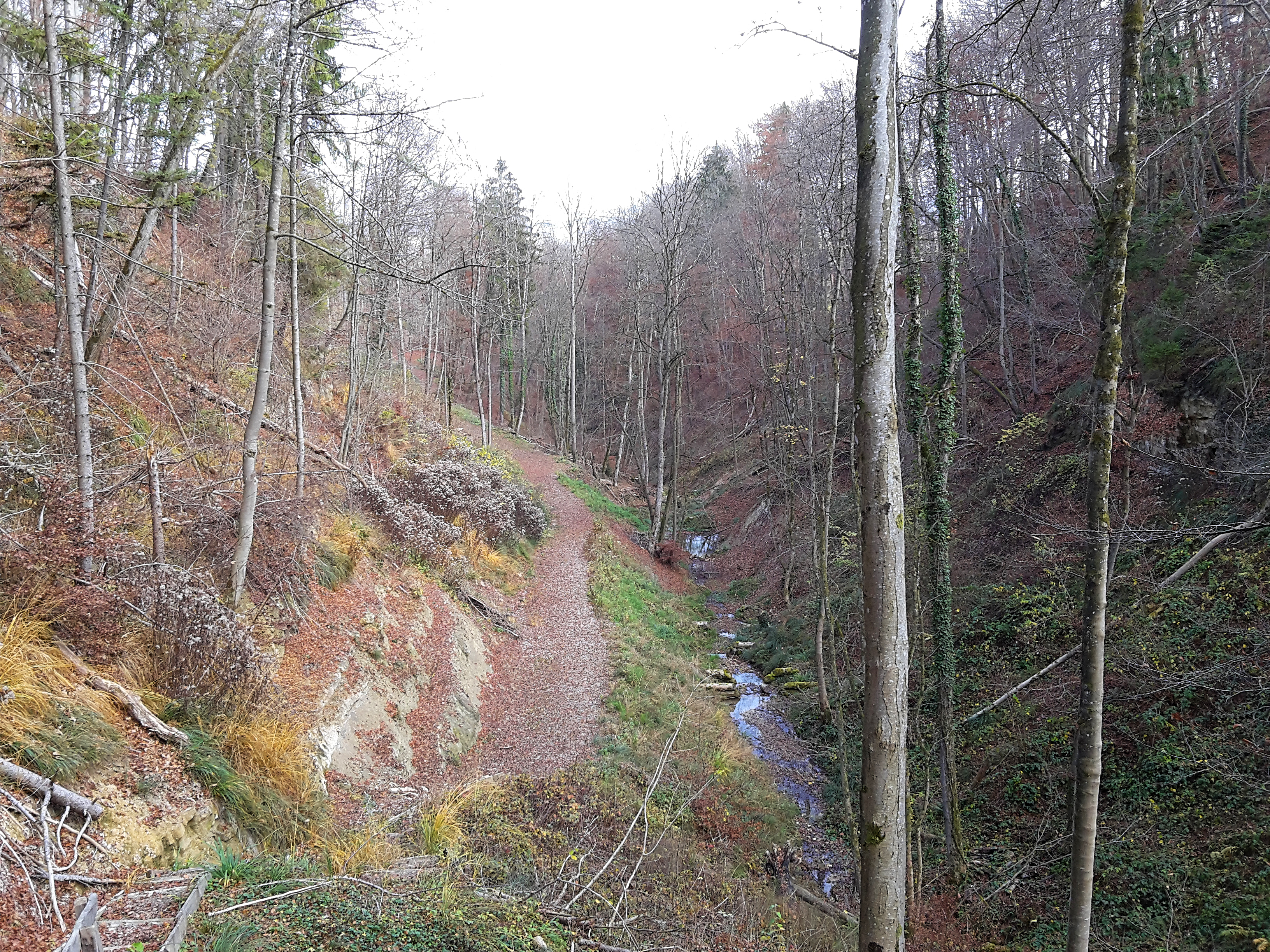
Blick ins Schlosstobel im November mit Breitibach

Der Breitibach entspringt am Osthang des Adlisbergs am Langweg im Waldgebiet Bannholz auf 620 m ü. M. Er tritt wenig unterhalb bei Geeren in eine von Feldern gesäumte Lichtung ein. Bis zur Einmündung des Spitzwiesenbächli von rechts, etwa 340 Meter unterhalb der Quelle, fliesst er in östliche Richtung, ehe er hier einen nordöstlichen Kurs einschlägt. 120 Meter weiter nimmt er das ebenfalls am  Langweg entspringende Rütibächli auf, das hier eingedolt von rechts in den Breitibach mündet, der ab hier ebenfalls unter dem Boden verläuft. Nach weiteren 70 Metern nimmt er von links das Weidbächli auf, das auch auf ihrem letzten Abschnitt unter die Felder verlegt wurde. Der Bach fliesst weiter 260 Meter unter dem Boden, bis er ab erreichen des Waldgebiets Eichholz wieder an die Oberfläche tritt.
Der Bach durchfliesst nun das Schlosstobel, das wenig unterhalb der Ruine Dübelstein bei der Schlossbreiti ins Glatttal eintritt, und wird jetzt Breitibach genannt. Er fliesst nun gegen Nordwesten am östlichen Ortsrand von Dübendorf vorbei und wird von Feldern gesäumt. Im Gebiet von Fallmen verläuft er für rund 140 Meter nochmals unterirdisch. Danach nimmt er links den Geerenbach (auch Chirchbach genannt) und den Gockhuserbach auf. Nach der Mündung des Chämmeterbachs wendet er sich gegen Nordosten, durchfliesst für die letzten 650 Meter das Siedlungsgebiet von Dübendorf und mündet bei der Gerberei in die Glatt.

### Zuflüsse
- Spitzwiesenbächli (rechts), 0,1 km
- Rütibächli (rechts), 0,5 km
- Weidbächli (links), 0,3 km
- Geerenbach (links), 2,3 km
  - Ratzenhaldenbach, 1,2 km
- Gockhuserbach (links), 2,1 km
  - Lättenbach, 0,1 km
  - Tennmoosbächli, 0,5 km
  - Tichelrütibach, 1 km
- Chämmeterbach (links), 2 km

## Geschichte
Früher hatte der Bach noch einen anderen Verlauf, wie auf älteren Karten zu erkennen ist. Er wurde damals Kirchbach genannt, der Breitibach war der Name des Gockhuserbachs. Bereits im Weiler Fallmen mündete bis in die 1950er Jahre der Geerenbach in den Chirchbach. Der nordöstlichen Richtung des Geerenbach folgend floss der Bach durch das Zentrum des heutigen Dübendorfer Ortsteils Wil und von dort nach Norden und später Nordwesten südwestlich am damaligen Ortsrand von Dübendorf vorbei. Heute folgen die Untere Geerenstrasse, die Wilstrasse und die Kirchbachstrasse dem alten Verlauf. Die Mündung des Kirchbachs in die Glatt lag rund 200 Meter weiter östlich als die heutige Mündung des Breitibachs. Der Gockhuserbach und der Chämmeterbach flossen dabei nicht in den Kirchbach, sondern bildeten damals den Breitibach.